# 廣州地鐵一二八號線增購列車
广州地铁一二八号线增购列车是广州地铁的电动车组车款之一，內部型号为A5，目前分別在2号线和8号线运营。

## 概要
該款列車的正式名称为「广州市轨道交通一二八号线增购车辆」，顾名思义，是為了增加1号线、2号线及8号线的運力，緩解列車緊張的情況而購買的，共32列192輛，由南車株洲電力機車製造，最高運營速度為80 km/h。
列車到貨後，先暫存在1號綫的西塱車輛段进行初步調試，随后转运到8號綫的赤沙車輛段進行進一步調試，最後在2號綫的嘉禾車輛段進行最终調試。
该款列车原计划配属7列至1號綫，配属15列至2號綫，配属10列至8號綫；由於其在1号线停站开启车门时会撞击屏蔽门的防夹板，同時為了车辆段的維修保養之方便，目前大部分配属于2号线，少數幾列配屬于8号线，而1號綫和8號綫的不足份額则改为調配A2型列车補足。

## 歷史
廣州地鐵于2009年5月向國家發改委申請增購該款列車，并于2010年10月獲得通過。2011年5月，南車株洲電力機車获得該款列車的生產權，並与广州地铁簽訂車輛採購合同。
2012年3月起，該款列車陸續到貨，并於同年7月17日起，开始行走于2號綫接載乘客。
2012年3月28日，首列在广州南车基地组装的A5型列车（08x143-144 编组）下线。
2013年11月7日起，開始有該款列車行走于8號綫接載乘客。

## 列車特點

### 外观与内装

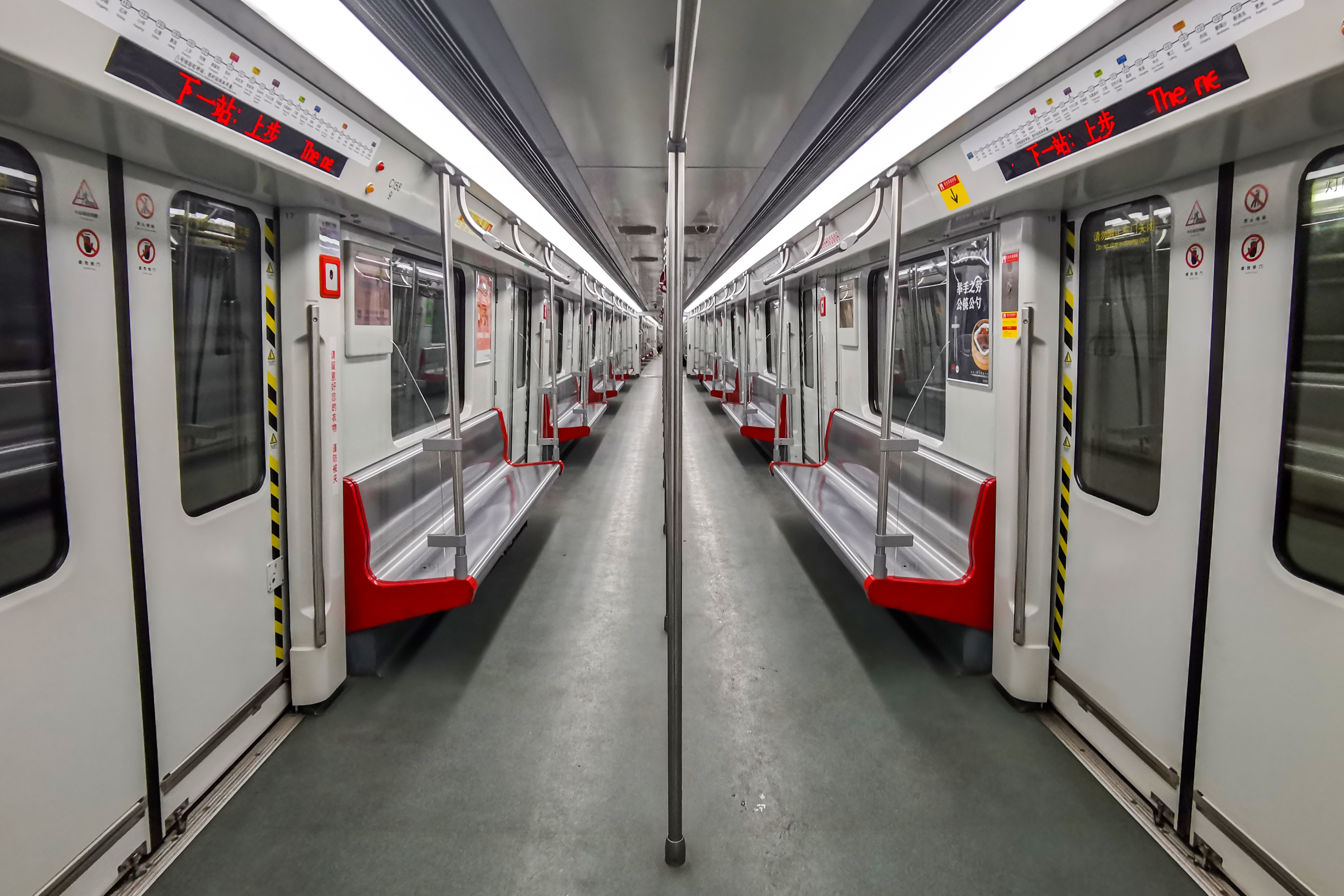
A5型列车内部

A5型列车的外观与内装設計參照了現時2號綫使用的A4型列车。
- 外形采用流线型结构，以浅白色为主色调，从车头开始勾勒出一条紫色为主色调的色带贯穿全车。
- 每节车厢的每侧均设置5对密封性良好的南京康尼机电股份制 MS140DP13-2 电动塞拉门，每扇净宽 1700 mm，净高 1880 mm，车门间距 4560 mm[2][17]。
- 每节车厢的客室两侧各有4个长座椅，沿车厢纵向靠墙布置，座椅按照人机工程学要求设计，其表面由经过压纹处理的不锈钢制成。
- 車廂照明全面改用LED點陣板，座位上方的扶手改為彎曲形狀，車門邊亦加設扶手。
- 车厢内墙面与天花板以月白色调为主，使列车客室显得清爽优雅。

### 乘客信息系统
与A4型列车相比，A5型列車仍在每节车厢的客室两侧安装LCD显示器，但不再使用閃燈路線圖，改為使用貼紙路線圖加上LED走字屏，只需更换贴纸路线图及更新走字屏程序即可支持不同线路和站名的要求。
A5型列車的LED走字屏可同时显示12个汉字及两个“本侧开门”指示箭头，并尽可能在同一走字屏中显示所有中文或英文字符，若超出显示范围则进行滚动显示。
为了规避A4型列车的闪灯图进灰问题，A5型列車的LED走字屏直接紧贴侧顶板内表面安装，并在列车侧顶板对应的显示区域开口，从而简化了LED走字屏的清洁流程。
A5型列車在投入服務初期，貼紙線路圖同時繪有两条线路的車站；後來列車配屬逐渐稳定，同時配合廣州地鐵於2016年引入車站編號，貼紙線路圖改為只繪出2號線或8號線單線的車站。

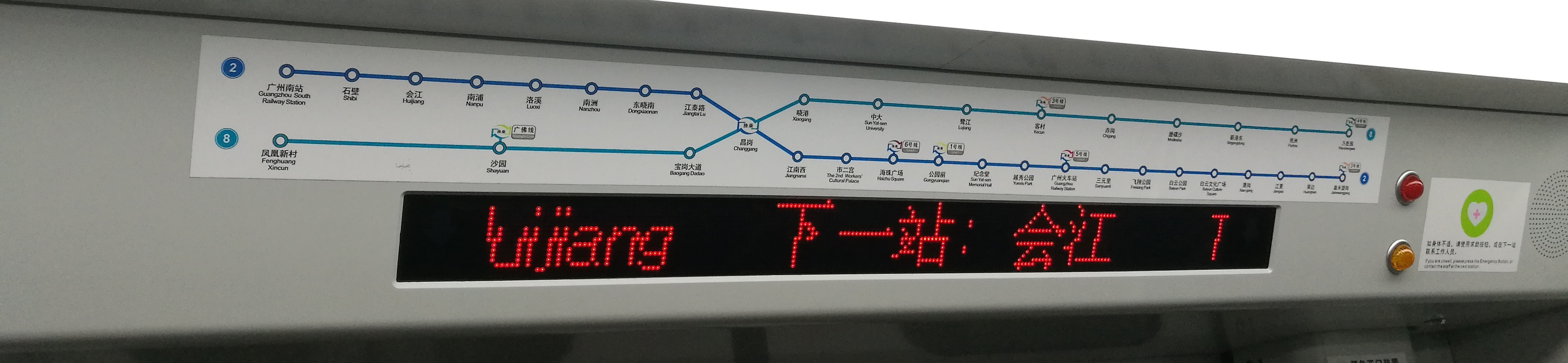
LED顯示屏和贴纸线路图（2015年版本）
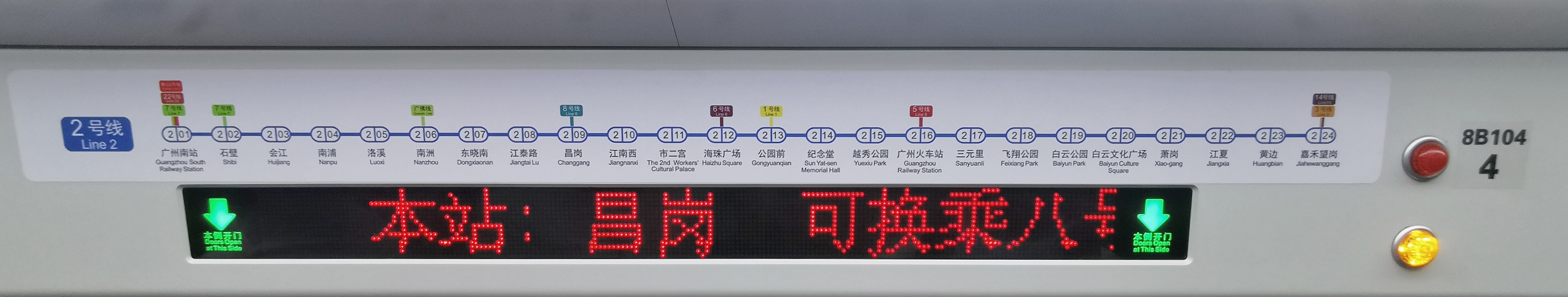
LED顯示屏和贴纸线路图（2022年版本，2号线）

### 牵引及辅助系统
多数列车的牵引电机由南车株洲电机提供，牵引逆变器、辅助逆变器和 DC/DC 充电机由株洲南车时代电气提供。
- 中间四节动车下方各安装一台 TGN51E 型牵引逆变器，以1C2M2群方式驱动其所在车厢的四台 YQ-190-5 型牵引电机。
- 每台牵引逆变器内含两套 IBBM60G4 型 IGBT 变流单元，冷却方式为热管散热器走行风冷[6][10][11]。
- 每台动车转向架上各安装两台牵引电机，单台电机的重量为 610 kg，额定功率为 190 kW，额定电压为 1050 V，额定电流为 131 A，工作频率 60.9 Hz，额定转速 1800 r/min，最高转速 3481 r/min，工作效率 92.5%，齿轮传动效率 98%[6][8]。
- 每节车厢下方各安装一台 TGN38C 型辅助逆变器，其主电路采用十二脉冲 IGBT 变流技术，输入电压范围 DC 1000 V ~ 1800 V[20][21][22]。
- 首尾两节车厢下方各安装一台 TGB4D 型 DC/DC 充电机，为列车的 DC 110 V 负载及蓄电池组充电，单台充电机的额定容量为 30 kW[21]。

| 型号         | TGN51E    | 输出电压     | AC 0~1400 V |
| 标称输入电压 | DC 1500 V | 额定输出电流 | 2×262 A     |
| 标称输出容量 | 2×530 kVA | 重量         | 488 kg      |

| 型号         | TGN38C    | 额定输出电压 | AC 3N 380 V |
| 额定输入电压 | DC 1500 V | 额定输出频率 | 50 Hz       |
| 额定输出容量 | 90 kVA    | 重量         | 1106 kg     |

最后一列车（08x163-164 编组）自2015年起改为使用由英威腾电气提供的牵引电机、牵引逆变器和辅助电源。

### 制动系统
前17列车采用的克诺尔集团制 EP2002 空气制动系统由 VV120 空气压缩机及其配套电机、总风缸及制动风缸、网关阀、智能阀、辅助控制板等组成。
后15列车采用的北京纵横机电技术制 EP08 空气制动系统由风源装置、制动控制装置、辅助控制装置、踏面基础制动装置、空气悬挂装置等组成。

### 空调系统
每节车厢的车顶两端各安装一台制冷量为44 kW，通风量为5000 m3/h的空调机组，所有机组均以 R407C 为制冷剂。
前20列车采用法维莱交通制定频空调机组，内置美国谷轮制 ZR48KTE-TFD-492 型涡旋压缩机。
后12列车采用山东朗进科技制 CK44L/BPG-A01 型变频空调机组，内置日立制作所制 G700DLV-90BTP 型涡旋压缩机。

## 列車編組
本款列車以6卡為一列，以兩個單元車（一個單元車為A-B-C或C-B-A）结合为一列。
本款列车的编号从 08x101-102 起至 08x163-164 止。
|                                                   | 一二八号线增购列车（A5） ←廣州南站方向 ←萬勝圍方向嘉禾望崗方向→ 滘心方向→ |              |                 |              |                 |                 |   |                 |              |                 |              |              |   |
| 动力单元                                          |                                                                           | 081×× （奇） | 081×× （奇）    | 081×× （奇） | 081×× （奇）    | 081×× （奇）    |   | 081×× （偶）    | 081×× （偶） | 081×× （偶）    | 081×× （偶） | 081×× （偶） |   |
| 車廂編號                                          | 08A101 : 08A163                                                           |              | 08B101 : 08B163 |              | 08C101 : 08C163 | 08C102 : 08C164 |   | 08B102 : 08B164 |              | 08A102 : 08A164 |              |              |   |
| 受电弓                                            |                                                                           | ＞           |                 |              | ＜              |                 |   |                 |              |                 |              |              |   |
| 型式区分                                          | =                                                                         | Tc           | -               | Mp           | -               | M               | + | M               | -            | Mp              | -            | Tc           | = |
| M：动力车；Mp：带受电弓的动车；Tc：带驾驶室的拖车 |                                                                           |              |                 |              |                 |                 |   |                 |              |                 |              |              |   |
| ＝ ：全自动车钩；+ ：半自动车钩；- ：半永久牵引杆 |                                                                           |              |                 |              |                 |                 |   |                 |              |                 |              |              |   |

## 备注
1. ↑  赤沙车辆段现暂时停用关闭进行改建，其后改为11号线使用
2. ↑  现中车株洲电机
3. ↑  现株洲中车时代电气